# Jindřich Šolc
Jindřich Šolc (ur. 12 lutego 1841 w Sobotce, zm. 24 kwietnia 1916 w Zbuzanach) – czeski prawnik i polityk, burmistrz Pragi w latach 1887–1893.

## Życiorys
Ukończył gimnazjum w Jiczynie oraz Wydziały Prawa Uniwersytetu Karola i Uniwersytetu Jagiellońskiego. Początkowo był literatem, później jednak skupił się na dziennikarstwie, a w końcu na studiowaniu prawa. Po ukończeniu studiów odbył praktykę w praskim urzędzie miejskim oraz w kancelarii Tomáša Černego, w 1877 otworzył własną kancelarię adwokacką w Nowym Mieście. Od 1879 zasiadał w radzie miejskiej, a w 1885 został zastępcą burmistrza Ferdinanda Vališa.
W 1887 został wybrany burmistrzem, a w 1890 uzyskał reelekcję. 30 października 1893 odszedł z urzędu burmistrza, następnie pracował w administracji krajowej oraz w Teatrze Narodowym. Resztę życia spędził mieszkając samotnie w Nowym Mieście oraz w swoim gospodarstwie w Zbuzanach, gdzie zmarł.
Jego kuzynem był poeta Václav Šolc. 